# Meliosma spathulata
Meliosma spathulata är en tvåhjärtbladig växtart som beskrevs av Jules Eugène Vidal. Meliosma spathulata ingår i släktet Meliosma och familjen Sabiaceae. Inga underarter finns listade.